# Marie-Jeanne ou la Femme du peuple
Pour plus de détails, voir Fiche technique et Distribution.
Marie-Jeanne ou la Femme du peuple est un film muet français réalisé par Georges Denola, sorti en 1914.
Le film est une adaptation de la pièce d'Adolphe d'Ennery et Julien de Mallian Marie-Jeanne ou la Femme du peuple, créée à Paris, au Théâtre de la Porte-Saint-Martin, le 11 novembre 1845.

## Fiche technique
- Titre : Marie-Jeanne ou la Femme du peuple
- Réalisation : Georges Denola
- Scénario : Georges Denola, d'après la pièce d'Adolphe d'Ennery et Julien de Mallian (1845)
- Photographie :
- Montage :
- Société de production : Société cinématographique des auteurs et gens de lettres (S.C.A.G.L.)
- Société de distribution : Pathé frères
- Pays de production :  France
- Langue : français
- Métrage : 1 460 mètres
- Format : Noir et blanc — 35 mm — 1,33:1 — Muet
- Genre : Film dramatique
- Durée : 49 minutes
- Date de sortie : 
  - France : 17 avril 1914

## Distribution
- Sylvie : Marie-Jeanne
- Jean Jacquinet : Bertrand
- Émile Mylo : Rémy)
- Raoul Praxy :
- Dharsay : Dr Appiani
- Georges Tréville :
- Suzanne Delvé : Sophie de Bussières